# شيروبيم

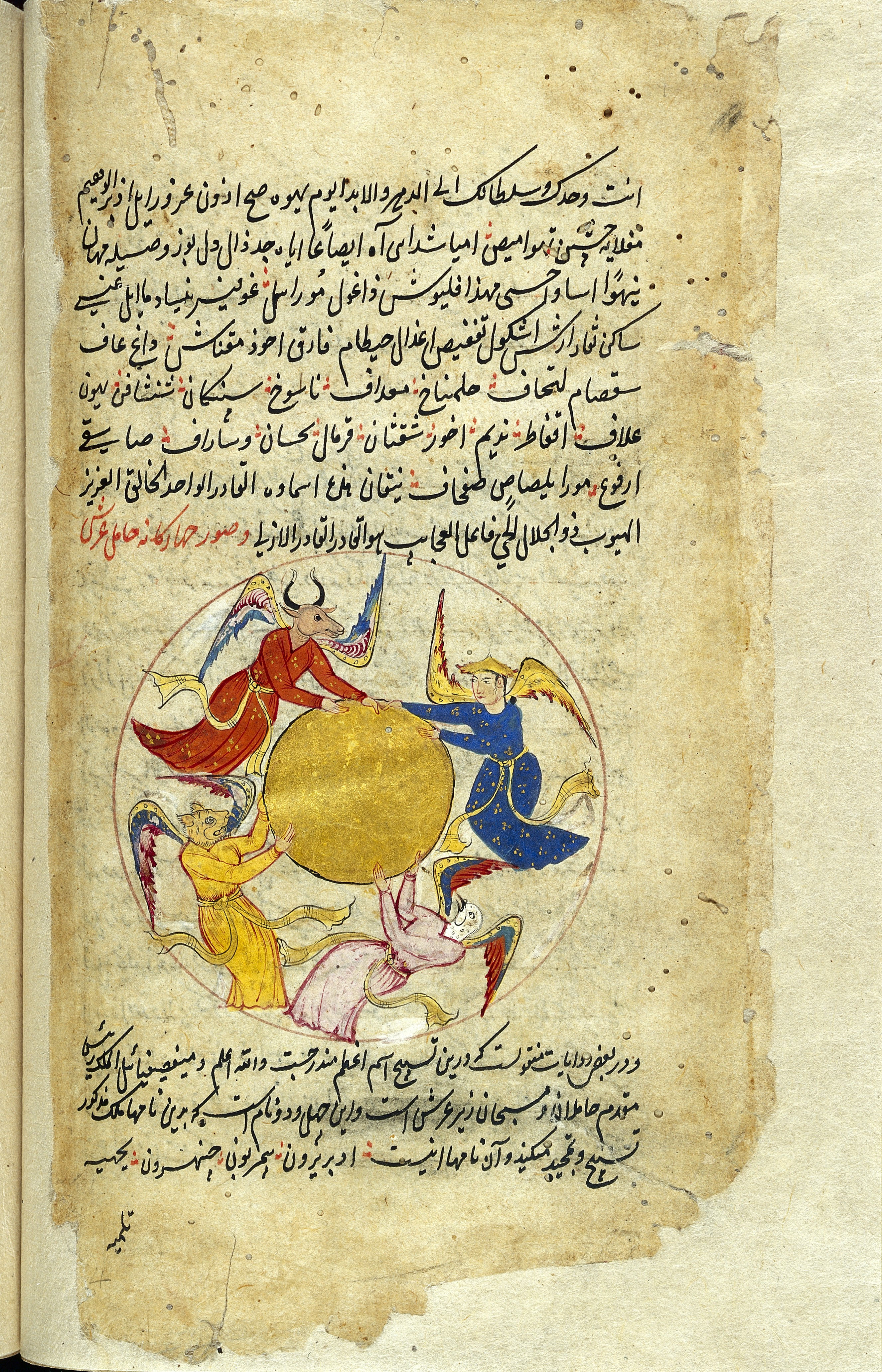

الشيروبيم أو المُقَرَّبِين (احياناً تُسمى الكروبيم او الكروبين) هي جوقة من الملائكة مذكورة في عدة مواضع من الكتاب المقدس، وتعتبر أحد أقسام الملائكة في اليهودية والمسيحية، وتكتب في صيغة الجمع لا المفرد. ووظائفها لا تختلف عن وظائف الملاك، بخصوص نقل البشرى والرسالة، بنوع خاص كان يرتبط الشاروبيم بهيكل القدس، وقد ذكرت في الرسالة إلى العبرانيين بهذا المعنى.

## قراءة اخرى
الكاروبيم - الموسوعة الكاثوليكية.